# Ziemikowate
Ziemikowate (Cydnidae) – rodzina owadów z podrzędu pluskwiaków różnoskrzydłych i nadrodziny tarczówek (Pentatomoidea).

## Opis
Pluskwiaki o wypukłym, jajowatym w zarysie, często silnie zesklerotyzowanym i połyskującym ciele długości od 2 do 20 mm. Przeważnie są one koloru brązowego lub czarnego. Trudne do identyfikacji w obrębie rodziny. Głowa i brzegi ciała często zaopatrzone w szczecinki i włoski. Kształt głowy jest czworokątny lub półokrągły, spłaszczony, przystosowany do kopania. Czułki zbudowane są z pięciu, rzadziej z czterech członów. Tarczka jest trójkątna. Skrzydła tylnej pary mają na spodniej powierzchni, w pobliżu żyłki postkubitalnej rządek blisko siebie osadzonych ząbków. Odnóża o goleniach uzbrojonych w mocne kolce, których długość przekracza połowę szerokości goleni. Przednia i tylna para może być zmodyfikowana w odnóża grzebne. Stopy wszystkich par są trójczłonowe. Z odsiebnych krawędzi bioder wyrastają grzebyki spłaszczonych szczecinek, przylegające do powierzchni krętarzy. Odwłok ma drugie sternum z przetchlinkami na błoniastych częściach przednio-bocznych, a sternity od trzeciego do siódmego z trichobotriami ustawionymi podłużnie lub skośnie. U larw grzbietowe gruczoły zapachowe odwłoka są parzyste i uchodzą między tergitami trzecim i czwartym, czwartym i piątym oraz piątym i szóstym. Samice charakteryzują się zespolonymi laterotergitami ósmego segmentu odwłoka, dużymi i szerokimi dźwigaczami walw pierwszej pary oraz niewielkich rozmiarów spermateką.

## Biologia i ekologia
Znaczna część gatunków większość życia spędza pod ziemią (nawet do kilku metrów) - stąd ich nazwa - lub między korzeniami roślin. Sehrinae najczęściej większość życia spędzają na nadziemnych częściach roślin lub powierzchni ziemi. Przedstawicieli rodzaju Sehirus znajdowano na gatunkach jasnotowatych, ogórecznikowatych i roślin z nimi spokrewnionych. Niektóre Garsauriinae żyją pod korą drzew, a Amnestinae spotyka się w mrowiskach i guanie nietoperzy
Żywią się sokami liści i pędów, nasionami, i in. Przypuszcza się, że niektóre gatunki mogą być mycetofagami.
Niewiele wiadomo o biologii rozrodu. Sehirus bicolor na przykład składa jaja w płytkich (na 2 cm) zagłębieniach w ziemi. Pakiet ok. 100 jaj jest chroniony przez samicę. U co najmniej jednego gatunku stwierdzono strydulację podczas okresu rozrodczego.

## Znaczenie gospodarcze

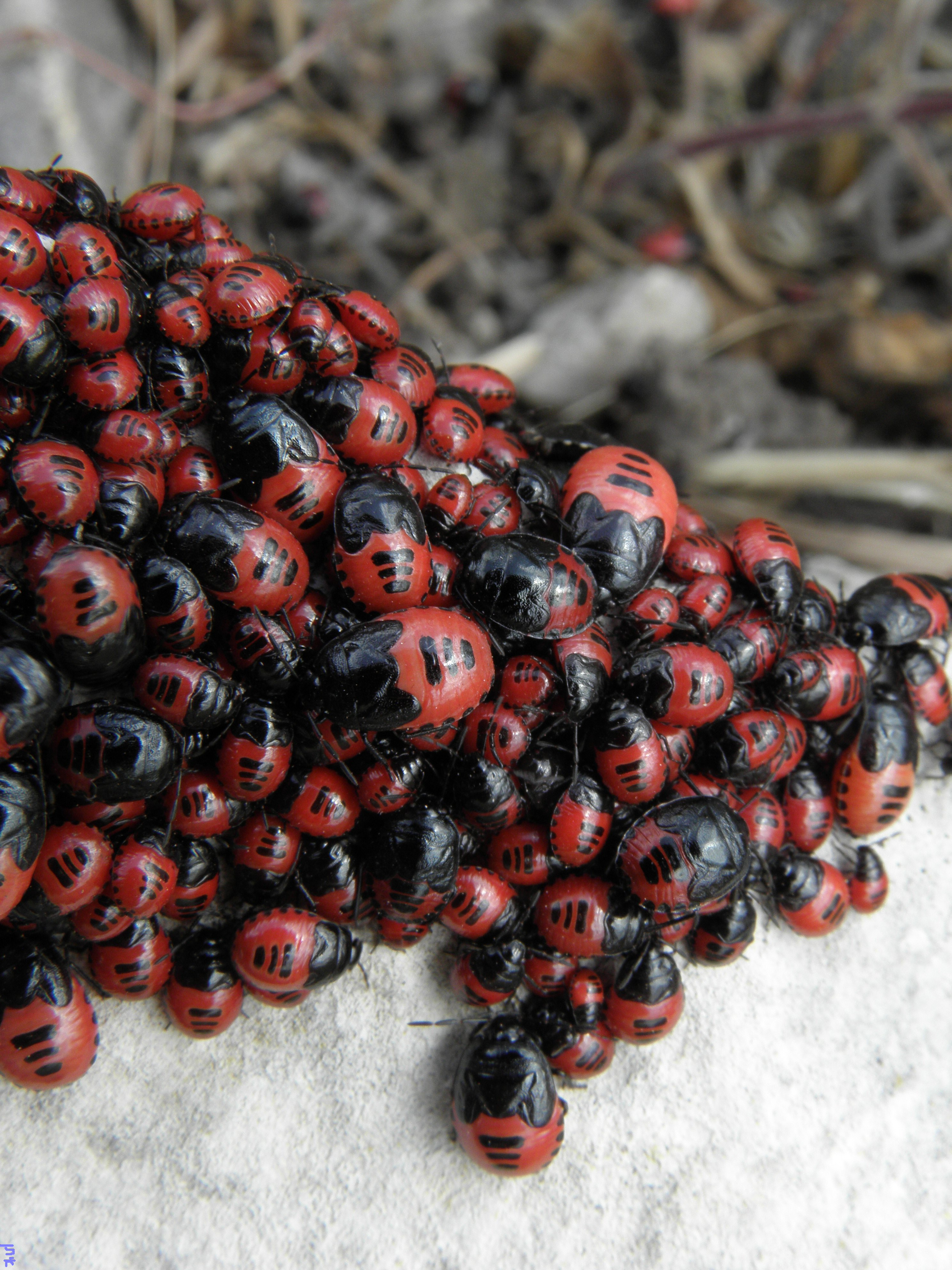
Nimfy Canthophorus melanopterus

Większość nie ma znaczenia ekonomicznego. Dotychczas ok. 20 do 30 gatunków rodziny zostało uznanych za szkodników roślin uprawnych, głównie w krajach tropikalnych. W Polsce mogą stanowić zagrożenie dla upraw jedynie w trakcie masowego pojawu, którego dotychczas (stan na 1997) nie stwierdzono.

## Rozprzestrzenienie
Takson kosmopolityczny, licznie reprezentowany od stref tropikalnych po umiarkowane. Na świecie opisano ok. 700 gatunków, zgrupowanych w sześciu podrodzinach i ok. 90 rodzajach, z czego w Polsce stwierdzono 13, w tym Canthophorus dubius, czy siedliszka dwubarwnyego (Tritomegas bicolor) (zobacz też: ziemikowate Polski)

## Systematyka
Lis (red., 2012) dzieli Cydnidae na sześć podrodzin:
- Amnestinae Hart, 1919
- Amaurocorinae Wagner, 1963
- Garsauriinae Froeschner, 1960
- Scaptocorinae Froeschner, 1960 syn. Cephalocteinae Mulsant & Rey, 1866
- Cydninae Billberg, 1820
- Sehirinae Amyot & Serville, 1843

Niektórzy autorzy (Schuh i Slater, 1995) zaliczają tu również podrodziny Thyreocorinae Amyot & Audinet-Serville, 1843, czy Corimelaeninae Uhler, 1871 klasyfikowane w randze własnej rodziny Thyreocoridae Amyot & Audinet-Serville, 1843.